# مینیلا عزیزوف
مینیلا عزیزوف (انگلیسی: Minneula Azizov؛ زادهٔ ۲۳ ژوئن ۱۹۵۱) بازیکن هاکی روی چمن اهل روسیه است.